# Bellerofon

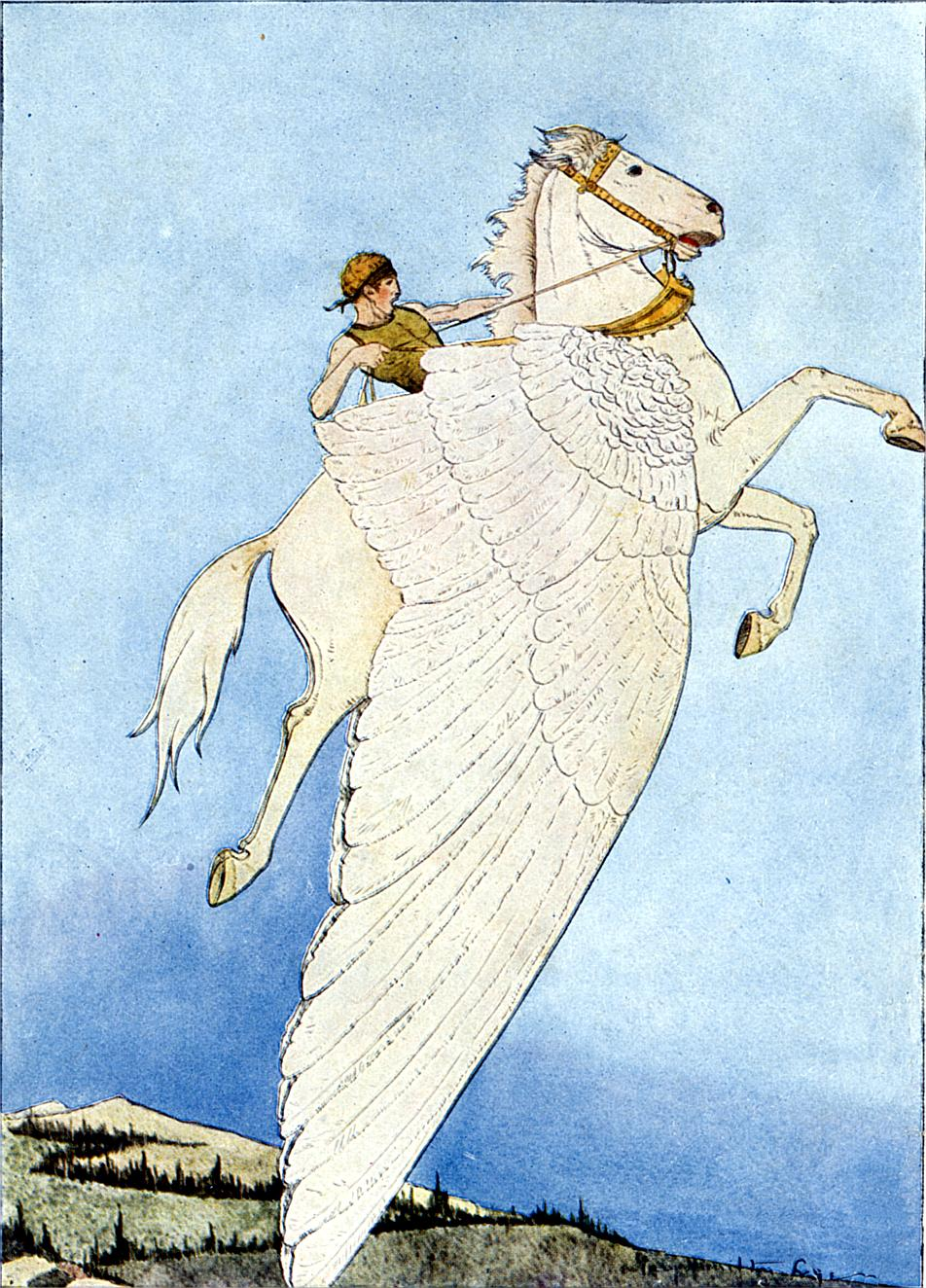
Bellerofon och Pegasos.

Bellerofon var en hjälte i grekisk mytologi. På grund av ett dråp flydde han från Korinth till kung Proitos i Tiryns. Där blev dennes hustru Anteia häftigt förälskad i den vackre ynglingen. Bellerofon vägrade dock att besvara hennes kärlek, vilket ledde till att hon beslöt att röja honom ur vägen. Hon gick till sin man och anklagade Bellerofon för att ha gjort henne skamliga förslag. Kungen sände honom då till sin svärfader, kung Iobates i Lykien. Av denne skickades Bellerofon att strida med det eldfrustande odjuret Chimaira, vilket han också med gudarnas bistånd besegrade med hjälp av den bevingade hästen Pegasos.
När Bellerofon återvänt efter denna hjältebragd försökte Iobates att genom andra uppdrag ta livet av honom. Sedan han lyckligt kämpat mot lykiernas nationalfiender solymerna och de krigiska amazonerna samt därutöver lyckligt kommit igenom ett för honom anlagt bakhåll förstod Iobates att Bellerofon var oskyldigt anklagad av Anteia och att han var under gudarnas beskydd. Kungen gav honom sin dotter i skadeersättning och gjorde honom till sin efterträdare på tronen.
Till sist förhävde sig dock Bellerofon över sin lycka och menade att han var förmer än människor och likställd med gudarna. I sitt övermod satte han sig upp på sin bevingade häst Pegasos för att flyga upp till gudarnas bostad. Men Zeus såg hur han steg allt högre mot himlen och slungade sin blixt mot honom. Träffad av blixten störtade Bellerofon av hästen och omkom ömkligt. Men Pegasos fortsatte upp till Olympen och har sedan inte mer blivit sedd.